# Célula cigarro

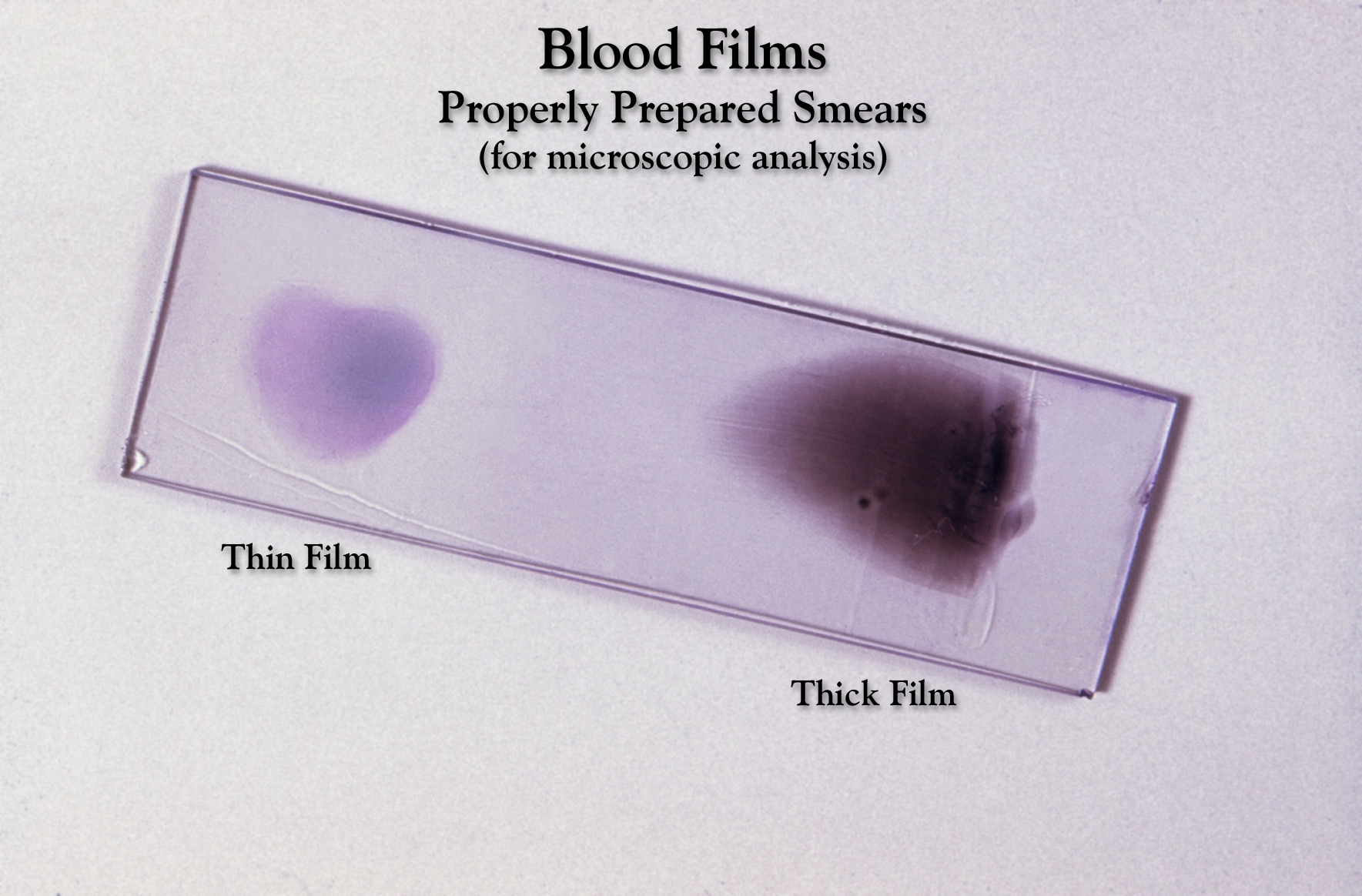
Películas de sangre, tinción de Giemsa

Las células cigarro (también conocidas como células lápiz) son glóbulos rojos que tienen forma de cigarro o lápiz en frotis de sangre periférica. Las células de cigarro están generalmente asociadas con eliptocitosis hereditaria. Aun así, también pueden aparecer en anemia de ferropénica, sepsis, malaria y otros estados patológicos que provocan una disminución del recambio y/o producción de glóbulos rojos. En el caso de la anemia ferropénica también esperaríamos ver microcitosis e hipocromía.